# مقاطعة بينت (كولورادو)
مقاطعة بينت (بالإنجليزية: Bent County)‏ هي إحدى مقاطعات ولاية كولورادو في الولايات المتحدة الأمريكية.